# 日本精鉱
日本精鉱株式会社（にほんせいこう、英称：NIHON SEIKO CO., LTD.）は、アンチモンを精錬し、合成樹脂に難燃助剤として添加される三酸化アンチモンなどのアンチモン化合物や金属アンチモンにくわえ、金属硫化物を製造・販売している会社である。

## 概要
元は兵庫県養父郡関宮町（現・養父市）にあった中瀬鉱山（中瀬金山）より、金・銀と共にアンチモンを多数含有する鉱石を採掘し精製していたが、1969年に枯渇し閉山（400年近く採掘された）した為、現在は海外からアンチモン地金を輸入し、国内で精錬・商品化を行っている。

## 株式業界での符丁
日本精鉱株は、株式市場関係者によって「ボロコウ」と言う符牒で呼ばれることがある。これは、アンチモンの俗称であるボロンコウから派生したものである。
ちなみに、大手ベアリングメーカーである日本精工株式会社（NSK/コメコウ）や、大手産業機器・防衛機器メーカーの株式会社日本製鋼所（ＪＳＷ/アーム）と、社名を「日本セイコウ」を名乗る会社が複数あるが、いずれも資本や業務関係はない。

## 事業、製品
- アンチモン事業 - 本体による、アンチモン地金の加工事業。
  - 三酸化アンチモン - 主に合成樹脂の難燃助剤やポリエステルの重合触媒に使用。
  - アンチモン酸ソーダ - ガラスの消泡剤やエンジニアリング・プラスチックの耐熱化剤として使用。
  - 三硫化アンチモン - 主にブレーキシューの減摩材に使用。
  - 五硫化アンチモン - 黄銅等の表面加工（硫化いぶし）用。
  - 三塩化アンチモン - 触媒用、顔料用、半導体製造原料、試薬。
  - 五塩化アンチモン - 触媒用。
  - 金属アンチモン - 半導体、蓄電池、軸受の減摩、硬鉛鋳物、電線、活字合金、ガラスの清澄剤用。
  - 硫化スズ等
  - 複合難燃剤 - 合成樹脂用。
- 金属粉末事業 - 関連会社の日本アトマイズ加工による、銅などの水アトマイズ法による微粉加工事業。電子部品や精密モーターの軸受用。
- 不動産賃貸事業

## 沿革
- 1935年 - 中瀬鉱業株式会社を設立。本社 大阪(資本金３百万円)
- 1936年 - 天美鉱業株式会社を吸収合併し、現社名に変更(資本金8百万円)。本社を東京に移転。
- 1943年 - （金鉱業整備実施）中瀬鉱山アンチモン重要鉱山に指定。中瀬鉱山、重要鉱物増産法に基づき三菱鉱業(株)へ経営を委任。
- 1946年 - 終戦により委任解除。資本金４百万円
- 1948年 - 中瀬にアンチモン製錬所竣工・三酸化アンチモン及び金属アンチモンの販売開始
- 1949年 - 資本金３千万円、東京証券取引所第二部に上場。資本金１億円、大阪証券取引所第二部に上場。
- 1957年 - 資本金１億４千９百万円
- 1964年 - 吹田アンチモニー工業株式会社（旧日比野金属工業）を吸収合併。資本金１億７千５百万円。
- 1969年 - 鉱山部門を閉鎖。
- 1972年 - 資本金２億７千２百万円
- 1973年 - 資本金４億円
- 1976年 - 中瀬鉱業所 排煙脱硫装置・ペレタイザー造粒設備新設
- 1977年 - 資本金４億４千万円。中瀬鉱業所、原料鉱石前処理設備完成
- 1978年 - 資本金５億６百万円。
- 1982年 - アンチモン商品名を改訂、主力の三酸化アンチモンをATOX及びPATOXとする。PATOX-L･PATOX-Uの新製品を開発･販売開始
- 1985年 - 会社創立５０周年。中瀬製錬所 大型還元炉設備完成。
- 1986年 - 中瀬製錬所 大型揮発炉設備完成。
- 1988年 - 資本金１０億１千８百万円。
- 1990年 - 無償株式 379,500株発行　発行済株式総数 13,029,500株。
- 1991年 - 中瀬製錬所 転炉系製品自動包装設備・製品自動倉庫完成。
- 1992年 - 中瀬製錬所 粉体２次加工設備完成。
- 1996年 - 中瀬製錬所 アンチモン鉱石から金属アンチモンへ原料転換、粉体加工工場新築・粗粒製品製造設備新設。
- 1997年 - 中瀬製錬所 総合事務棟新築。
- 1998年 - 中瀬製錬所 分析棟新築。
- 2000年 - 日本アトマイズ加工㈱の発行済株式の55％を取得し、子会社化。中瀬製錬所 メタル炉系荷造設備新設。ISO14001認証取得。
- 2003年 - 住友金属鉱山より酸化アンチモンの営業権取得。ISO9001認証取得。
- 2004年 - 大阪証券取引所上場廃止。中瀬製錬所 超高純度三酸化アンチモン製造装置完成。
- 2008年 - 日本アトマイズ加工㈱を完全子会社化。
- 2009年 - 中瀬製錬所 技術棟を新築。
- 2012年 - 日本アトマイズ加工㈱ つくば工場が竣工。
- 2013年 - 日銻精礦（上海）商貿有限公司が中国上海市にて営業開始。
- 2017年 - ５株を１株の割合で株式併合　発行済株式総数 2,605,900株。
- 2018年 - 中瀬製錬所 金属硫化物製造工場（SULMICS製造工場）竣工。
- 2019年 - 中瀬製錬所 厚生棟令和館竣工。

## 所在地
- 本社 - 東京都新宿区下宮比町
- 営業所 - 大阪府大阪市西区
- 精錬所(工場) - 兵庫県養父市(中瀬製錬所)

## 関連会社
- 日本アトマイズ加工株式会社（千葉県野田市） - 100％出資（連結）。金属粉末の製造・販売。
- 日銻精礦（上海）商貿有限公司（中華人民共和国上海市） - （小規模非連結）アンチモン製品等の中国国内向け販売。

## 人物
- 増田次郎 - 1935年10月より取締役、1936年2月より1939年4月まで社長を務めた[1]。